# Терзилия
Терзилия или Терзили (на македонска литературна норма: Терзилија) е бивше село в централната източна част на Северна Македония, община Карбинци.

## География
Селото е разположено в планината Плачковица.

## История
В XIX век Терзилия е село в Щипска кааза на Османската империя.
Според Димитър Гаджанов в 1916 година в Терзилий живеят 67 турци.